# Tedia oxygnatha
Tedia oxygnatha är en spindelart som beskrevs av Simon 1882. Tedia oxygnatha ingår i släktet Tedia och familjen ringögonspindlar.
Artens utbredningsområde är Syrien. Inga underarter finns listade i Catalogue of Life.